# Procès d'Amasya

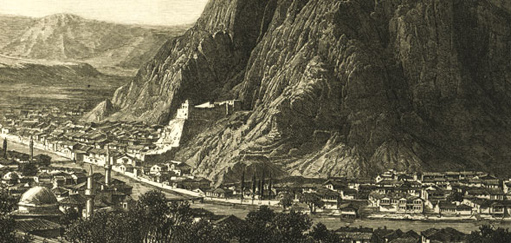
La ville d'Amasya, à l'intérieur de la côte de la mer Noire, où les procès et les exécutions ont eu lieu.

Les procès Amasya sont des procès spéciaux, organisés en 1921 par le Mouvement national turc, dans le but d'éliminer en masse les représentants grecs du Pont sous un prétexte juridique. Ils se sont déroulés à Amasya, en actuelle Turquie, au cours de la dernière étape du génocide pontique grec. On estime qu'environ 400 à 450 individus ont été exécutés — parmi eux, 155 Grecs pontiques éminents.

## Contexte
La politique de génocide ottoman contre les populations grecques pontiques  a été initiée après le déclenchement de la Première Guerre mondiale (1914), principalement par la déportation et les marches de la mort forcées. Cette politique d'extermination s'est intensifiée, après des accusations selon lesquelles les communautés pontiques grecques soutenaient l'armée russe. En conséquence, les autorités ottomanes ont déporté des milliers de Grecs locaux vers l'intérieur de l' Anatolie . La politique de génocide ottomane a pris une forme plus violente en 1917, lorsque la Grèce est entrée dans la Première Guerre mondiale. Un grand nombre de populations déportées sont mortes de maladies, d'épuisement et d'épidémies au cours des marches de la mort. Ceux qui ont réussi à survivre aux marches ont été soit violés, soumis à une islamisation forcée, soit assassinés.  Pendant ce temps, des chefs de bande irrégulière turque (cete), comme Topal Osman, célèbre pour son rôle dans le génocide arménien, ont été envoyés contre les Grecs de la province de Samsun en 1916.
La même politique s'est poursuivie après le déclenchement de la guerre gréco-turque (1919-1922), où des groupes de bandes turques irrégulières ont agi avec le soutien des nationalistes turcs de Mustafa Kemal et ont commis des massacres dans la région du Pont en 1920-1921.

## Procès
Le but des nationalistes turcs était de mener des procès sommaires et des exécutions de l'élite grecque pontique. Ils pourraient ainsi exterminer les principaux représentants de la communauté grecque de la zone côtière de la mer Noire sous un prétexte juridique, dans le cadre de la politique de génocide toujours active. Ces « tribunaux d'indépendants » se sont tenus à Amasya, ville de l'intérieur de l'Anatolie, loin de tout consulat étranger, afin d'éviter la présence de représentants occidentaux, car cela était considéré comme une « affaire intérieure ». 
À partir de décembre 1920, les nationalistes turcs ont commencé à arrêter en masse divers représentants grecs de toutes les parties de la région du Pont et les ont emprisonnés à Amasya,. Les procès commencés à la fin d'août 1921, cependant, aucune preuve concrète n'a jamais été trouvée établissant un lien entre l'accusé et une activité anti-turque. Il n'y avait que des affirmations abstraites selon lesquelles certains d'entre eux soutenaient l'armée russe pendant la Première Guerre mondiale. De la même manière, les nationalistes turcs se sont sentis offensés lorsqu'ils ont réalisé après enquête que les maillots de l'équipe de football grecque locale Pontus Metzifon affichaient les couleurs du drapeau grec (bleu et blanc).
Les procès ont été présidés par Emin Bey Gevecioğlu, avocat de la ville voisine de Samsun. Après une procédure sommaire, où des insultes et des propos réprimandants ont été lancés contre les accusés par le juge, le verdict pour la grande majorité d'entre eux a été la mort, sous prétexte qu'ils ont organisé l'indépendance du Pont. Les condamnations ont été prononcées immédiatement.
Du 20 août au 21 septembre 1921, 177 Grecs de la région du Pont furent pendus à la suite de ces procédures. Le nombre total exact de personnes exécutées par les procès Amasya est inconnu, alors que les estimations varient de 400 à 450 personnes. Le 25 septembre 1921, un journal turc local publia une liste de 155 éminents Grecs pontiques pendus sur la place centrale d'Amasya.
Les condamnés à mort étaient des politiciens, des hommes d'affaires, des journalistes et des personnalités religieuses de la communauté grecque locale. Parmi eux se trouvait l'évêque adjoint local d'Amasya, Euthemios Zelon, mort en prison du typhus. Néanmoins, le tribunal l'a condamné à mort à titre posthume et son cadavre a été pendu sur la place centrale de la ville avec les autres.

## Conséquences et réactions

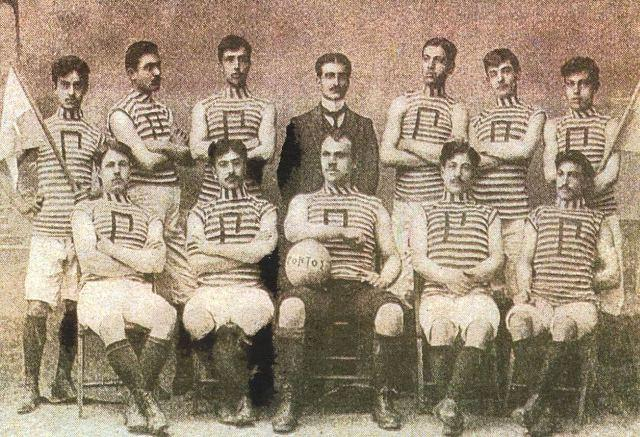
Un certain nombre de footballeurs de "Pontus Merzifon" (photo) ont été condamnés et pendus, sans preuve concrète d'activité anti-turque : les nationalistes turcs se sont sentis offensés car le maillot de l'équipe arborait les couleurs du drapeau grec (bleu-blanc).

Les procès et les exécutions à Amasya par le mouvement turc de Mustafa Kemal ont réussi à l'extermination de l'élite grecque pontique sous un prétexte juridique, tandis que le bilan total de la mort de la communauté grecque pontique, à la suite des ottomans et des turcs les politiques, de 1915 à 1923, sont estimées de 353 000 à 360 000,,,,.
Les réactions pour les atrocités commises se sont produites tant à l'intérieur qu'à l'extérieur de la Turquie. La pendaison de Matthaios Kofidis à Amasya, ancien membre du parlement ottoman, qui s'est opposé à toute forme de mouvement de résistance armée contre les autorités turques, a provoqué la colère même parmi la population musulmane de Trébizonde, qui a refusé de collaborer avec les nationalistes turcs, sauvant ainsi vies de plusieurs Grecs locaux.
Des protestations ont été signalées en Grèce et au Royaume-Uni. De plus, des pays qui étaient à l'époque alliés avec les nationalistes turcs, comme la France et l'Italie, ont également condamné les atrocités.  La question de l'extermination de la population grecque pontique a également été soulevée au Congrès des États-Unis le 22 décembre 1921 par le sénateur William H. King.

## Condamné à mort
- Matthaios Kofidis, homme d'affaires et homme politique, ancien membre du parlement ottoman.
- Nikos Kapetanidis, journaliste et éditeur de journaux.
- Pavlos Papadopoulos, directeur de la banque ottomane de Samsun[2].
- Iordanis Totomanidis, directeur du monopole du tabac à Bafra.
- Dimosthenes Dimitoglou, banquier.
- Professeurs et élèves du lycée Mertsivan Anatolia, certains d'entre eux étaient des joueurs de l'équipe de football de l'école "Pontus Merzifon"[9]. Trois des enseignants tués étaient Ch. Evstathiades, G. Lamprianos et D. Theocharides[17]
- Euthemios Zelon, évêque métropolitain auxiliaire d'Amasya.
- Platon Aivazidis, protosyncelle d'Amasya.
- Georgios Th. Kakoulidis, marchand.

### Par contumace
- Chrysanthos, évêque métropolitain de Trébizonde, dernier archevêque d'Athènes.
- Karavaggelis Germanos, évêque métropolitain d'Amasya.
- Laurentios, évêque métropolitain de Chaldie[18].